# Praon hubeiense
Praon hubeiense är en stekelart som beskrevs av Chen och Shi 1999. Praon hubeiense ingår i släktet Praon och familjen bracksteklar. Inga underarter finns listade i Catalogue of Life.